# Otto I. von Graben
Otto I. von Graben, Herr von Kornberg, Burggraf von Gleichenberg (* 13. Jahrhundert Schloss Alt-Grabenhofen; † vor 1360 Schloss Kornberg) war ein Ritter und Mitglied des Adels des Herzogtums Steiermark. Er gilt nebst zwei Brüdern als Begründer der Kornberger Linie des Geschlechtes, und führte die Titel Herr von Kornberg und Burggraf von Gleichenberg nebst einem neuen Familienwappen.

## Leben

### Herkunft
Otto entstammte dem edelfreien, im 13. Jahrhundert in die Ministerialität aufgegangenen Geschlecht der Herren von Graben. Seine Eltern waren Ulrich I. von Graben und Gertrud († beide ca. 1325); geboren könnte Otto auf Schloss Alt-Grabenhofen sein, dem Sitz der aus dem Herzogtum Krain ins steirische übersiedelten Von Graben.

### Wirken
Ottos erste urkundliche Erwähnung datiert aus dem Jahre 1300, als er gemeinsam mit seinen Brüdern Veit, Ulrich II. und Friedrich I. von Graben ein Jahresvermächtnis an das Stift Rein stiftete. 1324 siegelte er mit seinem Bruder Ulrich in der Gütertauschurkunde ihrer Neffen, den Herren von Stubenberg. Im Jahre 1325 verpflichtete sich der Abt des Stiftes Rein den Gebrüdern Graben gegenüber, für deren im selben Jahr verstorbenen Vater Ulrich eine jährliche Gedächtnismesse zu lesen. 
1328 erstanden die Gebrüder Friedrich, Otto und Ulrich von Graben von Friedrich Kornberger (Chorenberger) und dessen Söhnen Ulrich und Friedl um 150 Mark Silber die Herrschaft Kornberg und das Schlosses Kornberg, mitsamt Wappen und Zugehör. In dem Kaufbrief steht vermerkt: ..das Haus zu Kornberg und zu Edelsbach bei Kornberg, das Dorf Unterkrottendorf und den Hof zu Wetzelsdorf bei Kornberg mit dem 2. Teil Wein -und Getreidezehnt und dem Gericht daselbst. Kornberg war ein landesfürstlichen Lehen und avancierte zum Stammsitz der Graben sowie namensgebend für die steirische Linie, die Kornberger Linie. Friedrichs Nachkommenschaft besaß Herrschaft und Schloss Kornberg bis in das Jahr 1556 resp. 1564, als dieser (steirische) Familienzweig mit Andrä von Graben im Mannesstamm resp. mit dessen Schwester Anna von Graben in weiblicher Linie erlosch. Das Wappen wurde mit kaiserlicher Bewilligung an die Nachkommen und Verwandten von Anna vererbt, den Herren von Stadl.
1332 verkaufte Eckel von Friedberg den Gebrüdern Otto I., Ulrich II. und Friedrich I. von Graben den Marchdienst auf 20 Huben zu Rassendorf, dem heutigen Ratschendorf. Zum Ende seines Lebens hin trat er auch als Käufer von Stubenbergischen Lehen in und um Markt Hartmannsdorf auf. Otto von Graben wurde auch als Ott von Graben von Gleichenberg erwähnt, woraus sich schließen lässt, dass er, einigen seiner Verwandten gleich, walseeischer Verwalter oder Burggraf von Gleichenberg war. Otto von Grabens Grabstätte befindet sich auf Schloss Kornberg.

### Familienverhältnisse
Darüber ist zu erfahren, dass Otto zuerst mit Katarina von Purgstall verheiratet war, und dass dieser Ehe drei Kinder, Heinrich, Elisabeth und Beata, entstammten. Seine zweite Ehe ging er mit Adelheid Hofferin ein; dieser Ehe entstammten die Söhne Friedrich und Wolfgang sowie die Töchter Veronica, Barbara und Dorothea. Otto wird in einer Urkunde als Onkel des Ulrich von Stubenberg genannt. Otto muss noch eine dritte Ehe eingegangen sein. Der Name seiner Frau ist allerdings nicht in Erfahrung zu bringen; sicher ist nur, dass sie die Witwe des Symon von Tobel war. 

### Wappen

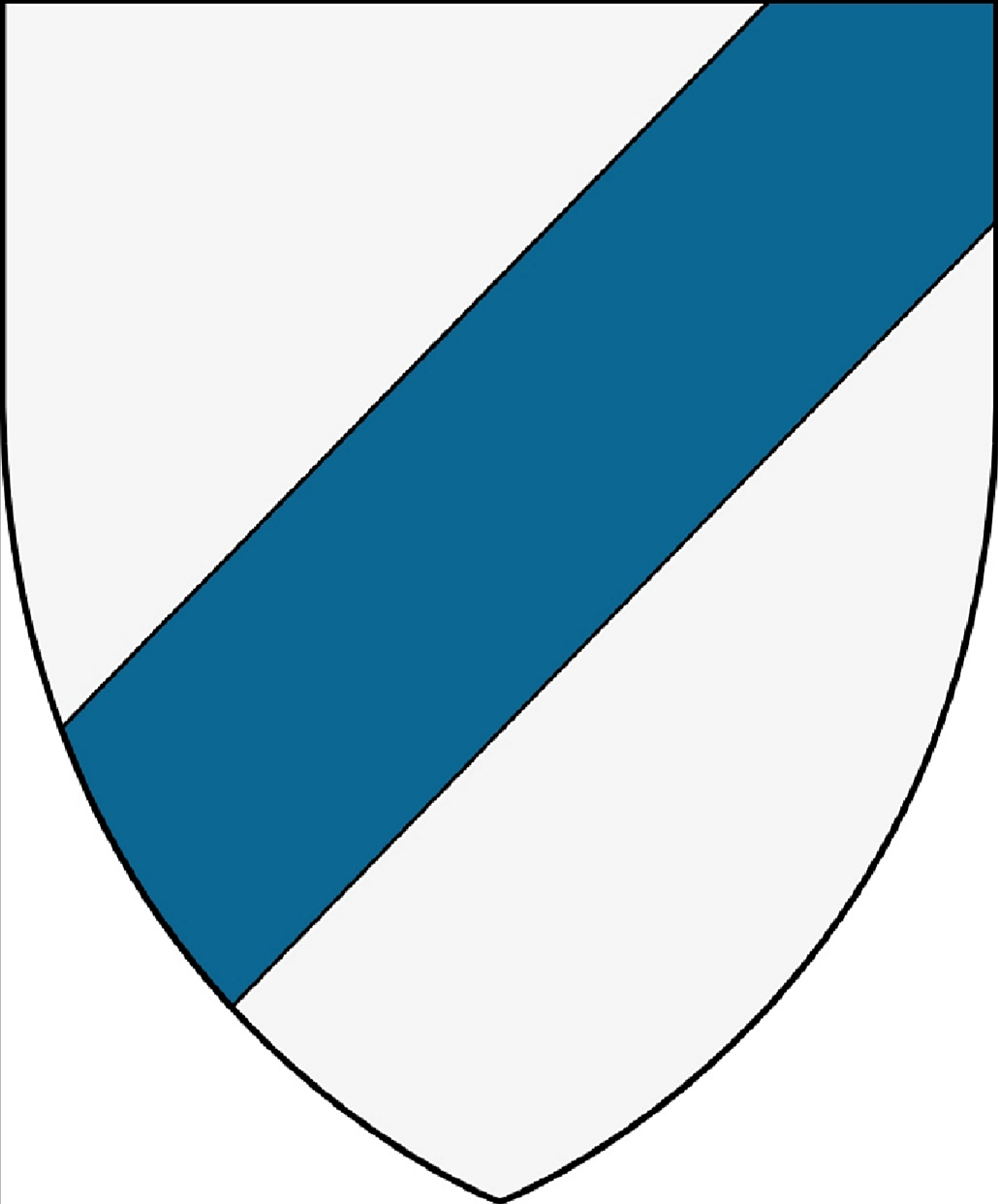
Das Herkunftswappen von Otto I. von Graben ist jenes der Krainer Stammlinie sowie der Konradinischen Linie am Graben (Graz)

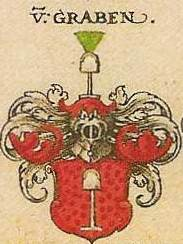
Das neue Wappen von Otto I. von Graben ist jenes der Kornberger Linie (Johann Siebmachersche Wappentafel)

Durch die große Ausbreitung der Graben, auch unter diversen Namen wie den ursprünglich steirischen Rosenberger (Orsini-Rosenberg) oder den niederösterreichischen Grabner [ab 1487 gleichwohl Grabner zu Rosenburg] im Laufe des 14. Jahrhunderts brachte diverse Abänderungen des Grabnerischen Stammwappen mit sich. Das ursprüngliche Wappen mit dem blauen Schrägrechts -resp. Schräglinksbalken auf Silber erfuhr bei der durch Friedrich von Graben neu begründeten Kornberger Linie eine Änderung hin zu einem sprechenden Wappen mit einer (aufrecht stehenden) silbernen Schaufel auf rotem Feld an. Dieses Wappen der Kornberger Linie vererbte sich an deren Abstammungen in Niederösterreich, Tirol und den Niederlanden (aber nicht in Kärnten und Osttirol).
Mittels dem gemeinschaftlichen Kauf von Kornberg durch die Gebrüder Otto I., Friedrich I. und Ulrich II. von Graben im Jahre 1328 von Friedrich Kornberger, samt Wappen und Zugehör, erfolgte eine (Art) Übernahme deren Wappens mit den Kornähren.
Anmerkung:
- Von seiner Mutter Gertraud von Graben (Gertravt Grabnerin) ist ihr Wappensiegel mit dem Schrägbalken aus dem Jahre 1331 erhalten.[8]

## Quelle
- Von Graben Forschung